# Phyrocythere
Phyrocythere is een geslacht van uitgestorven kreeftachtigen uit de klasse van de Ostracoda (mosselkreeftjes).

## Soorten
- Phyrocythere acropolis Al-furaih, 1980 †
- Phyrocythere alfuraihi Bhandari, 1992 †
- Phyrocythere dextrodigitata Al-furaih, 1980 †
- Phyrocythere diecbola Al-furaih, 1980 †
- Phyrocythere irrigata Al-furaih, 1980 †
- Phyrocythere jaisalmerensis Bhandari, 1992 †
- Phyrocythere lata Honigstein, 1984 †
- Phyrocythere nodosa Nagori, 1993 †
- Phyrocythere streblolophata (Al-Abdul-Razzaq & Grosdidier, 1981) Al-Furaih, 1983 †
- Phyrocythere teiskotensis (Apostolescu, 1961) Carbonnel, 1986 †
- Phyrocythere tuberculata Bhandari, 1992 †